# Hard to Be Human
Hard to Be Human ist das zweite Studioalbum der US-amerikanischen Post-Grunge-Band Chiba-Ken, das im April 2009 veröffentlicht wurde. Produzent des Albums war Mike Watts, der unter anderem auch Alben der Band As Tall as Lions produzierte. Das Album wurde als Eigenproduktion vertrieben, nachdem die Band sich vom Label trennte. Es wurde als CD mit zwölf Songs und als Download mit zwei Bonus-Tracks angeboten.

## Produktion
Das Album wurde in den Du Vu Studios von Mike Watts (u. a. As Tall as Lions), Rich Liegey (u. a. Wheatus) und der Band produziert. Rich Liegey arbeitete als Aufnahme-Techniker am Album. Gemastert wurde Hard to Be Human von Andy Van Dette von Masterdisk. Das Cover stammt von Lena Brunstein. Die Release-Party fand bereits Ende März 2009 statt, das Album erschien allerdings erst am 9. April.

## Verkauf
Das Album wurde zeitweise weltweit von Amazon, iTunes, EMusic, Rhapsody und ReverbNation vertrieben. In Deutschland wurde das Album lediglich als Download von Amazon.de angeboten und wegen der geringen Nachfrage von Käufern vom Online-Händler wieder entfernt.

## Cover
Das Cover zeigt einen Engel, der traurig auf einem Bett sitzt. Die Flügel des Engels hängen in einem Kleiderschrank. Im Spiegel, den das Album zeigt, schaut dieser Engel böse. Da das Album noch unter dem alten Bandnamen veröffentlicht wurde, ist CHIBA-KEN auf dem Cover zu sehen.
Das Cover-Artwork stammt von Lena Brunstein.

## Thematik
Inhaltlich geht es in den Songs um die sozialen Missstände in der amerikanischen Gesellschaft, um Krieg und die dunkle Seite der Liebe. Außerdem greift die Band in diesem Album Themen wie Drogenmissbrauch und Sexualität auf. Weitere Themen sind Depression und Suizid.

### Beispiele

#### Hard to Be Human
Im titelgebenden Song Hard to Be Human geht es um mehrere Themen, wie die gravierenden Unterschiede in der amerikanischen Gesellschaft und verpackt diese in einem tragischen Lovesong. Der Protagonist stellt diese
Fragen nicht um auf diese Missstände hinzuweisen, sondern um der großen Liebe die Augen zu öffnen. Der Song beginnt mit mehreren Fragen, die im Gegenteil zueinander stehen.

“Am I too bad? Am I too good?
Am I too mad? Or misunderstood?
Am I too vain? Am I On time?
If I'm too early then tell me, I'll go home and come back tonight.”

„Bin ich zu schlecht? Bin ich zu gut?
Bin ich zu böse? Oder unverstanden?
Bin ich zu aufgeblasen? Bin ich rechtzeitig?
Fall ich zu früh bin, sag es mir, ich gehe heim und komme heute Nacht zurück“

In der zweiten Strophe stellt er Fragen, ob es an seiner Herkunft liegt und spielt so auf den Rassismus ein, der weltweit stark ausgeprägt ist und fragt, ob es an dem Alter liegt. Im weiteren Verlauf verrät er, dass er eine Psychische Störung hat. Er frag sich, ob er ihr gut genug sein kann, wenn er sich nicht gut genug für sich selbst fühlt.
Gegen Ende verrät er, dass er bereits über Suizid nachgedacht hat.
Der Song endet mit den Sätzen "It's hard to be human today..." Dieser Satz wird bis human wiederholt. danach flüstert der Sänger "always". Übersetzt heißt es, dass es immer schwer ist ein Mensch zu sein.

#### Zero Percent
Der Song handelt von dem Missbrauch von Drogen. Es heißt, dass die FDA Drogen für die Bevölkerung in den USA leichter zugänglich macht.
Im Refrain heißt es, dass Drogen die Probleme zeitweilig auslöschen aber schlecht für die Gesundheit sind. Außerdem heißt es, dass der Start in ein neues Leben in einer Pille stecken soll.
Später heißt es in dem Lied, dass man in der Drogenbranche viel Geld machen kann und die Regierung tatenlos dabei zusieht.

#### Casual Sex
Dieser Song bezieht sich auf mehrere Themen. Zum einen handelt Casual Sex von Prostitution. Weitere Themen sind der Drogenmissbrauch und
die nicht funktionierende Politik von Barack Obama.
Während anfangs hauptsächlich die Prostitution (z. B. durch Pornos) angeprangert. Im weiteren Verlauf macht der Sänger die falsche Politik in Sachen Jugendschutz und Drogenmissbrauch dafür verantwortlich. Im Song heißt es auch, wem die Meinung eines Rockmusikers interessiere, wenn alles so bleibt wie bisher.

#### Moonlight Mass
Moonlight Mass handelt um die Ausweglosigkeit aus der Depression und weitere Psychische Störungen. Der Protagonist erzählt, dass er das Gesicht des Teufels sehen kann und fragt Gott, ob er ihn nicht sterben lassen könnte.

“Oh god, could I be dead? If there is a stairway up to heaven can’t you come down and bring me up to you? Oh god, give me wings…”

„Oh Gott, darf ich sterben? Kannst du nicht zu mir herunterkommen, falls es eine Treppe zum Himmel gibt? Oh Gott gib mir Flügel …“

#### What Do We Do Now?
Der Song handelt in erster Linie um den Verlust der Jungfräulichkeit.
Der Protagonist beschreibt Geschlechtsverkehr zu haben und das die Welt danach komplizierter wird.
Im Refrain fragt er was sie tun sollen, wenn die Unschuld verschwunden scheint.

#### The Funeral
The Funeral (Funeral, aus dem Englischen für Beerdigung), einer der beiden Bonus-Songs, welche nur durch den Download in Online-Music-Stores zu erwerben ist, handelt von dem Tod eines Helden.
Bereits am Anfang erfährt man, dass er Suizid begangen hat und man aus diesem weder seinen Namen aussprechen noch in sein Gesicht schauen darf. Im Refrain heißt es, dass er seine eigene Beerdigung geplant habe.
The Funeral ist neben The War der einzige Song, in dem Sänger George William Screamings anwendet.

## Musikvideos
Zu den Songs Hard to Be Human und The War ist jeweils ein Musikvideo erschienen, in der Fotomontagen eingebaut sind. Zum Song What Do We Now? ist ebenfalls ein Video entstanden. Es handelt sich dabei allerdings um einen Beitrag für eine DVD des Internetpornoportals SuicideGirls und ist deswegen als unabhängig zu dem Album anzusehen.

## Musikstil
Im Vergleich zu den Vorgänger-Alben Faces of the Moment und Are We Innocent? ist die Melodik ruhiger geworden. Auch die Screamings des Sängers sind auf Hard to Be Human seltener geworden. Lediglich in den Songs The Funeral und The War wendet George William phasenweise noch härtere Screamings an.

## Titelliste
1. Paradise Lost
2. Hard to be Human
3. Breaking Away
4. Darkside
5. Casual Sex
6. What Do We Do Now?
7. Broken
8. Goodbye
9. Zero Percent
10. Citizens
11. Moonlight Mass
12. Hate
13. The Funeral (nur Download)
14. The War (nur Download)